# Günsdorf

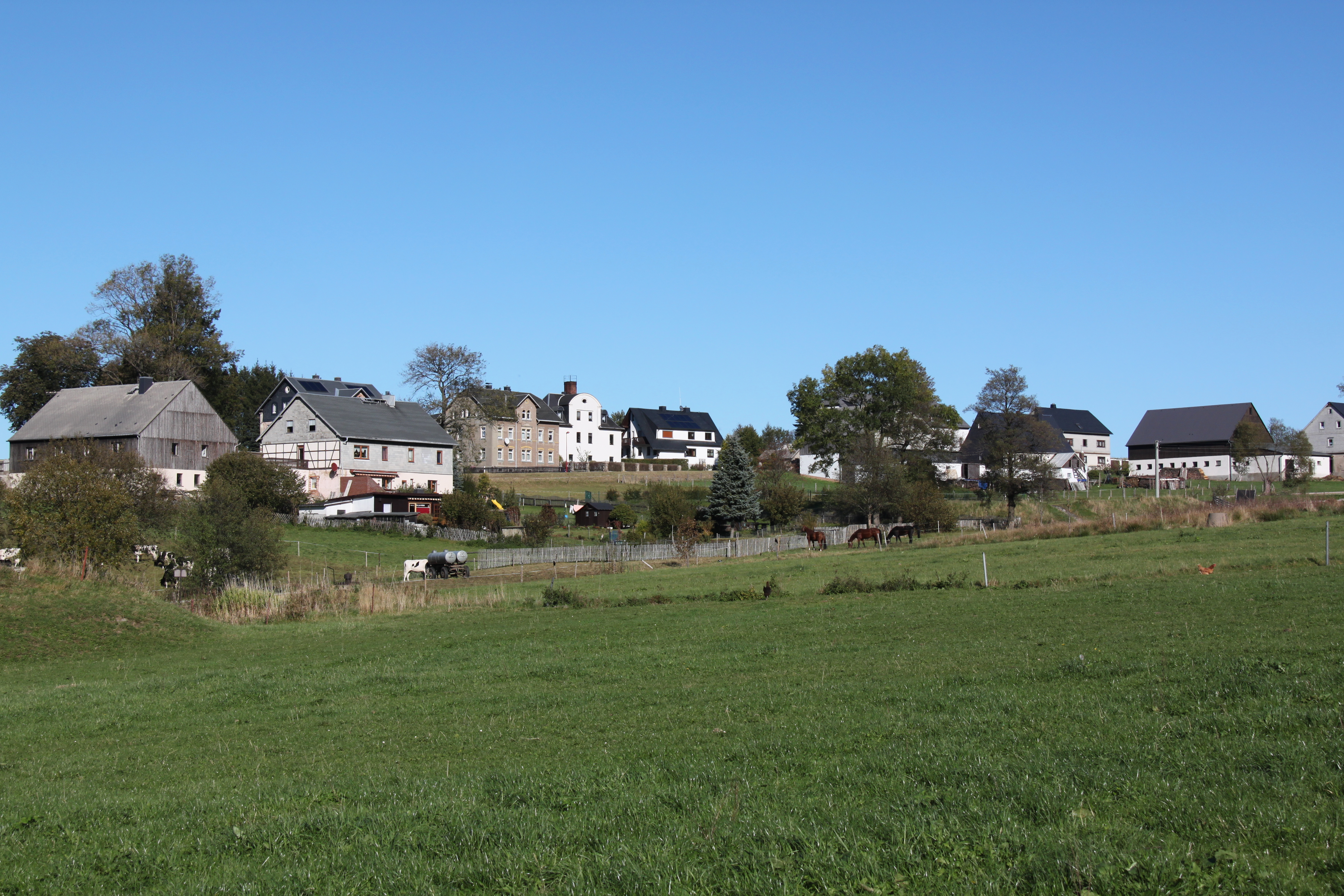
Günsdorf

Günsdorf ist ein Ortsteil der sächsischen Stadt Zwönitz im Erzgebirgskreis.

## Geografie

### Lage
Das doppelreihige Waldhufendorf Günsdorf liegt nordöstlich von Zwönitz in einem Nebental des Zwönitzbaches. Trotz seiner Lage in einer Quellmuldenlage sind die wenigen Bauerngüter nicht in einer Reihe angeordnet, sondern zum Teil markant von der Straße versetzt. Diese sind von den sonstigen Gutsgebäuden durch einen der Zwönitz zufließenden Graben getrennt. Auf dem südlichen Hang von Günsdorf befindet sich eine ausgedehnte Wochenendsiedlung. Durch die Ortslage führt die Staatsstraße 233.

### Nachbarorte
|              | Thalheim                                    |             |
| Dorfchemnitz | Kompassrose, die auf Nachbargemeinden zeigt | Hormersdorf |
|              | Burgstädtel                                 | Geyer       |

## Geschichte

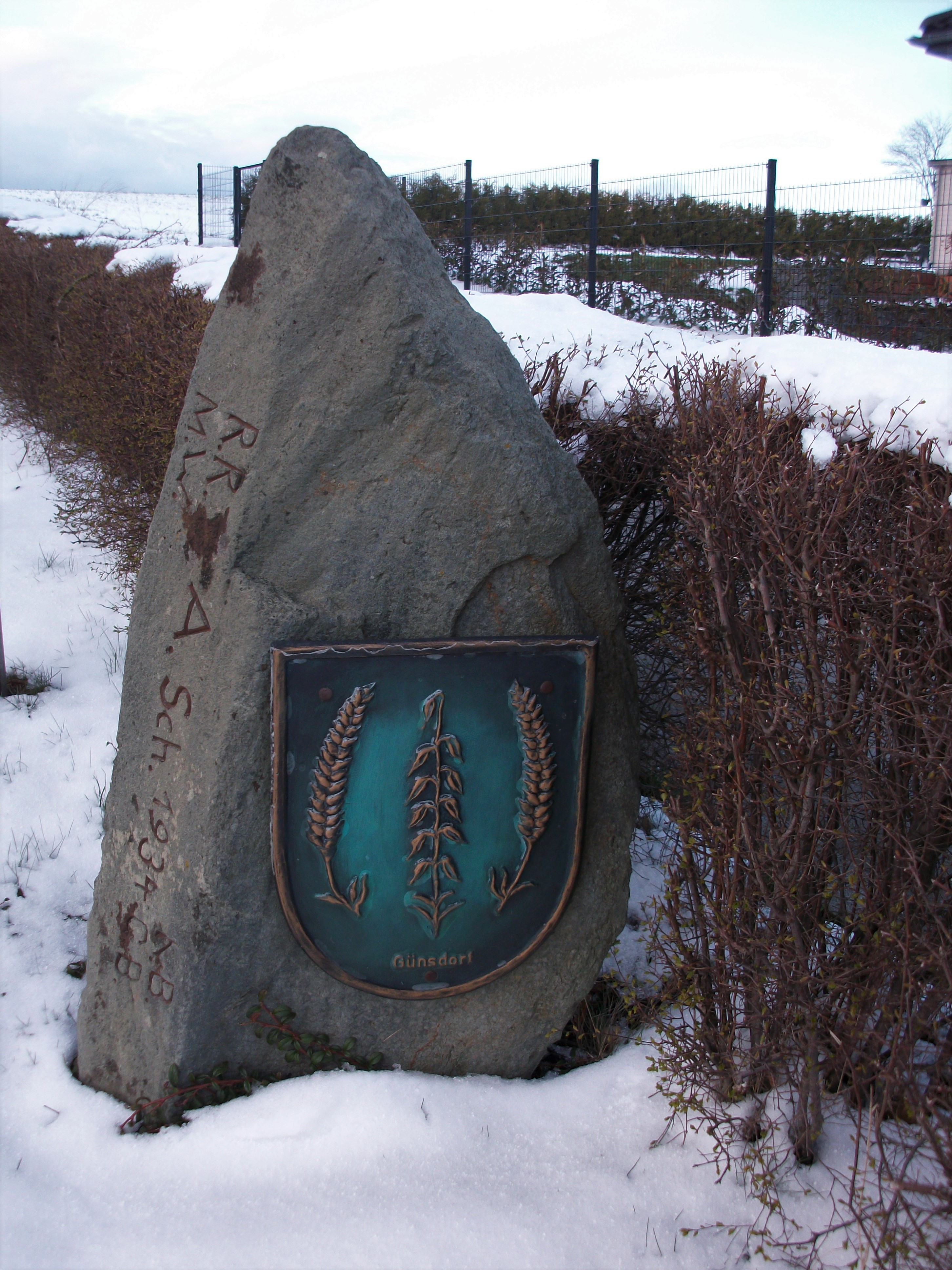
Wappenstein Günsdorf

Die Flur des im Spätmittelalter angelegten Dorfes wurde wahrscheinlich schon zwischen 1240 und 1250 gemeinsam mit Zwönitz, Kühnhaide und Gablenz vom Burggrafen von Starkenberg als Besitzer der Herrschaft Stollberg an das Kloster Grünhain abgetreten. Nach dem im Jahre 1501 angefangenen Gerichtsbuch der Stadt Zwönitz wurde von Zwönitz aus in Günsdorf Gericht gehalten. Eine weitere Erwähnung des Ortes als Güntzelsdorff stammt aus dem Jahre 1531. Das Dorf war vor allem landwirtschaftlich geprägt. Der Günsdorfer Richter Moritz Landrock lässt sich als Hammermüller im benachbarten Dorfchemnitz nachweisen. 
Im Zuge der Einführung der Reformation wurde das Kloster Grünhain im Jahr 1533 aufgelöst und sein Kerngebiet als kursächsisches Amt Grünhain verwaltet. Das Amtsdorf Günsdorf gehörte bis 1839 zum kursächsischen bzw. königlich-sächsischen Amt Grünhain und danach zum königlich-sächsischen Amt Stollberg. Im Jahr 1856 kam der Ort zum Gerichtsamt Stollberg und 1875 zunächst zur Amtshauptmannschaft Chemnitz. Am 1. Juli 1910 wurde aus dem südwestlichen Teil der Amtshauptmannschaft Chemnitz die Amtshauptmannschaft Stollberg gebildet, zu der nun auch Günsdorf gehörte. Nach Auflösung des Kreises Stollberg im Jahre 1950 gehörte Günsdorf bis zur Neugründung des Kreises Stollberg im Jahre 1952 zum Landkreis Chemnitz. Dieser neue Kreis Stollberg lag im Bezirk Chemnitz (1953 in Bezirk Karl-Marx-Stadt umbenannt). Begünstigt durch die sich ausbreitende Strumpfindustrie in den Nachbargemeinden wurde auch in Günsdorf bereits im 19. Jahrhundert eine Strumpffabrik zwischen den Gutsgebäuden der nördlichen Reihe errichtet. Es gehörte in der DDR zum VEB Strickwaren Jahnsdorf. Der Industriezweig kam nach der Wende komplett zum Erliegen. Die Bauern des Orts wurden nach dem Zweiten Weltkrieg zu einer Landwirtschaftlichen Produktionsgenossenschaft zusammengeschlossen, die sich dann der LPG in Dorfchemnitz anschloss. Im Ort wurde eine Schweinezuchtanlage mit 35 Abferkelplätzen betrieben.
Günsdorf ist nach Hormersdorf gepfarrt, wohin es am 1. Januar 1974 auch eingemeindet wurde. Es lag ab 1990 im sächsischen Landkreis Stollberg, der 2008 im Erzgebirgskreis aufging. Zum 1. November 1999 wurde die Gemarkung Günsdorf mit ihren 191 Einwohnern aus Hormersdorf ausgegliedert und ein Ortsteil der Stadt Zwönitz.

## Entwicklung der Einwohnerzahl
| Jahr | Einwohnerzahl                                           |
| ---- | ------------------------------------------------------- |
| 1551 | 7 besessene Mann, 5 Häusler und Hausgenossen, 4 ¾ Hufen |
| 1764 | 8 besessene Mann, 1 Häusler                             |
| 1834 | 120                                                     |
| 1871 | 178                                                     |

| Jahr | Einwohnerzahl |
| ---- | ------------- |
| 1890 | 195           |
| 1910 | 178           |
| 1925 | 201           |
| 1939 | 238           |

| Jahr | Einwohnerzahl |
| ---- | ------------- |
| 1946 | 258           |
| 1950 | 269           |
| 1964 | 267           |
| 1999 | 191           |